# Lewis (kulomet)

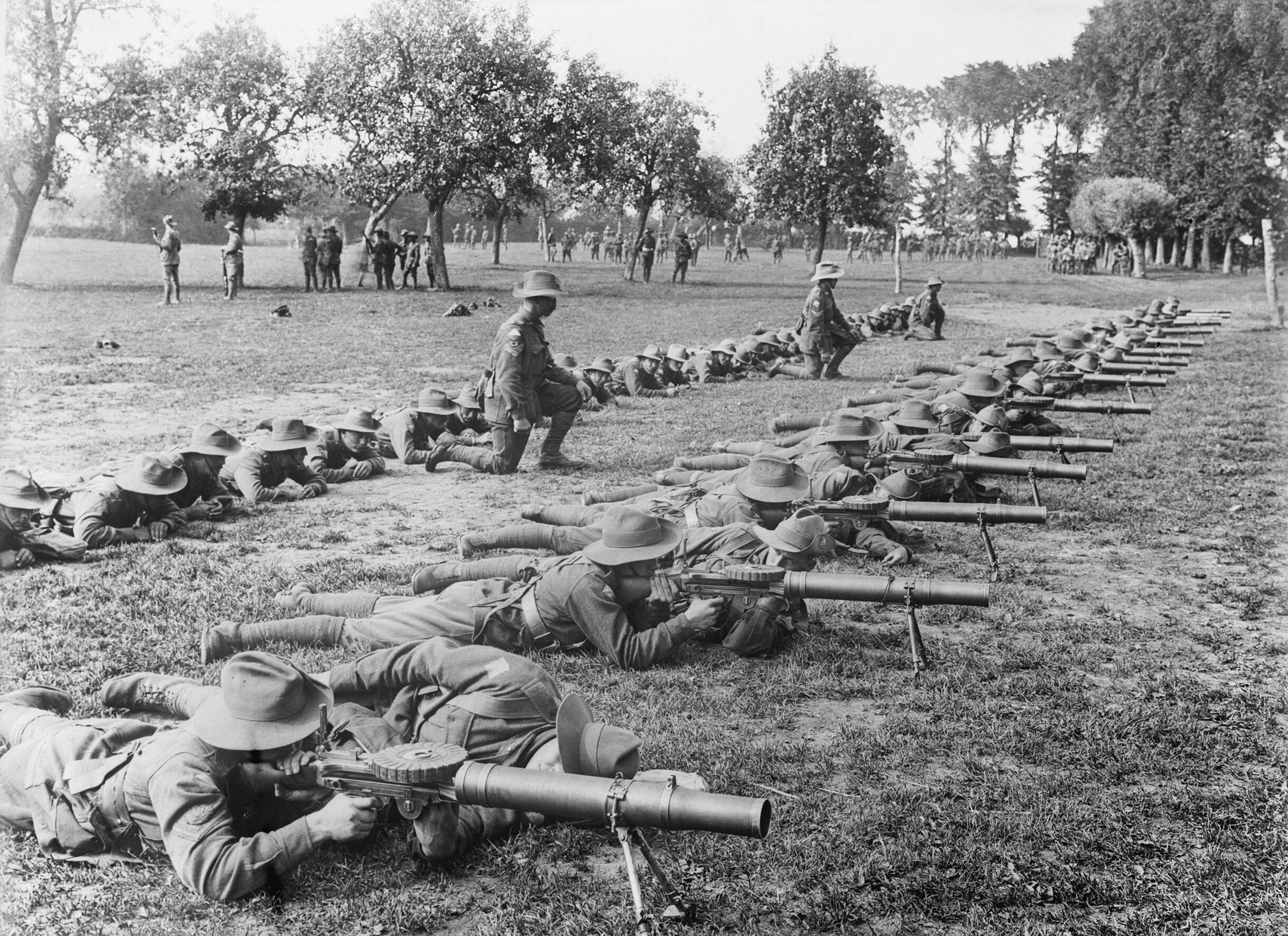
Kulomet Lewis při cvičných střelbách australské armády

Lewis (anglicky Lewis Gun nebo také Lewis Automatic Machine Rifle) byl vzduchem chlazený kulomet, používaný zejména jednotkami britského impéria. Poprvé byl nasazen belgickou armádou v první světové válce a poté jej jako součást výzbroje převzaly i ozbrojené složky jiných zemí. Používal se i v období druhé světové války. Díky svému širokému válcovitému chladicímu plášti hlavně a kulatému zásobníku je lehce identifikovatelný.

## Historie
Zbraň zkonstruoval plukovník americké armády Isaac Newton Lewis v roce 1911 na základě předchozí práce Samuela McCleana. Americkou armádou však nebyl zpočátku přijat hlavně díky Lewisovu osobnímu sporu s důstojníkem, který měl jeho posouzení na starosti. Kulomet mohl vystřelit 550 nábojů ráže 7,7 mm (.303 in) za minutu. Díky své poloviční váze (12,7 kg) oproti kulometu Vickers byl původně určen pro použití pouze jedním vojákem. Jeho cena byla šestinou ceny Vickerse a počet součástí (62) dovoloval i téměř šestkrát rychlejší výrobu. Proto se záhy dostal k vojákům na západní frontě.
Kulomet Lewis se také stal často používaným pro montáž do letadel, protože vysoké rychlosti umožňovaly dobré chlazení za letu. Tak mohl být odstraněn chladicí plášť zbraně a ta se stala ještě lehčí.

## Konstrukce
Zbraň pracovala na principu odběru povýstřelových plynů z hlavně, ty byly vedeny příčným kanálkem, nacházejícím se v přední časti hlavně, na píst uložený v plynové trubici pod hlavní. Plynový píst tvořil s nosičem závorníku jeden celek. Nosič závorníku měl na spodní straně ozubeným hřeben, který při svém pohybu vzad pohyboval s pastorkem uvnitř kterého byla navinuta spirálová pružina. Pružina svojí naakumulovanou energií hnala celý mechanizmus vpřed. V horní části nosiče byl pevný úderník, který pohyboval se závorníkem, ten měl ve spodní části drážku ve tvaru šroubovice, která otáčela se závorníkem o 45°. V zadní části závorníku byly 4 uzamykací ozuby zapadající do otvorů v pouzdře závěru.
Lewisův kulomet byl navržen jako vzduchem chlazený. Horké povýstřelové plyny proudící z hlavně vpřed vytvářely uvnitř tubusu pláště hlavně proudění vzduchu, které nasávalo chladnější vzduch podélnými otvory na úrovni zásobníku, a ty následně ochlazovaly podélná hliníková žebra chladiče, která byla kryta ocelovým válcovým pláštěm hlavně. U leteckých kulometů byl chladič zbytečný, hlaveň byla dostatečně ochlazována okolním studeným vzduchem, a proto byly typické chladiče ze zbraní většinou sejmuty. Za druhé světové války bylo mnoho těchto zbraní odmontovaných z letadel (které oplášťování neměly), předáno protileteckým jednotkám britské domobrany a na britská letiště, kde přesto dosahovaly solidních výsledků.
Později byly tyto zbraně bez oplášťování používány na pouštních vozidlech v bojích války v Africe, kde se domnělé nevýhody také nepotvrdily. Královské námořnictvo jako bašta vojenských tradic, však trvalo na opláštění zbraně, dokonce i v chladných podmínkách arktických vod.
Kulomet se  používal se dvěma typy diskových gravitačních zásobníků, jeden s 47 a druhý s 97 náboji. Menší množství zbraní s větším zásobníkem bylo použito v roce 1916 jako protiletadlová zbraň v britské armádě, ale větší zásobník podmínkám zákopové války nevyhovoval. Při montáži na letadlech se do zbraní nedostával prach a nečistoty jako v zákopech.

## Použití a výroba

### Počátky
Zbraň zkoušela v roce 1912 americká armáda, ale kvůli nedostatku prostředků nebyl zaveden do její výzbroje. Plukovník Lewis byl zklamán pokusy přesvědčit americkou armádu o výhodách svého vynálezu. Odešel do výslužby a zamířil do Belgie. Zde okamžitě nabídl návrh armádě. Belgičané jeho návrh rychle převzali v roce 1913, s tím že budou používat britské střelivo ráže .303 palců. Nedlouho nato koupila licenci firma Birmingham Small Arms Company. Němci se setkali s těmito zbraněmi na frontě v roce 1914 a pojmenovali je belgický chřestýš.

### První světová válka

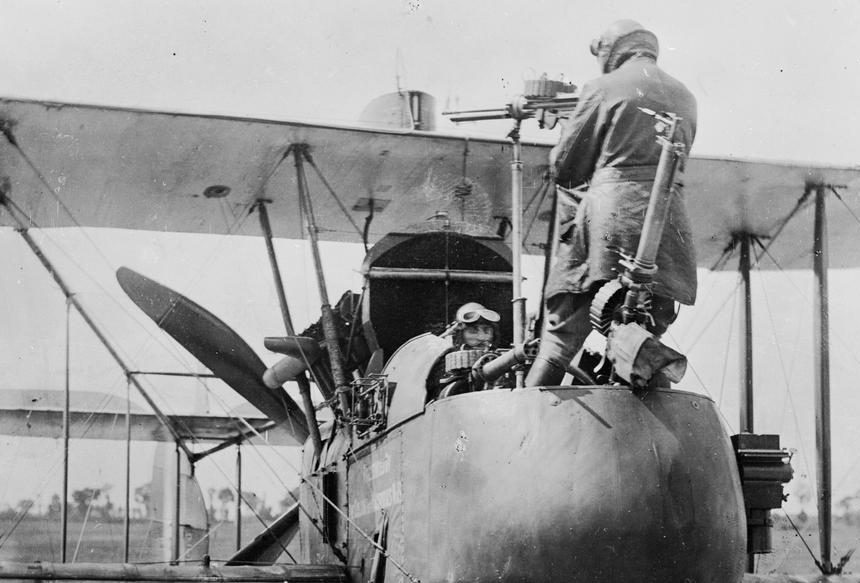
Letecký kulomet Lewis

Britská armáda kulomet přijala do své výzbroje koncem roku 1915. V anglické firmě BSA (Birmingham Small Arms Company) bylo vyrobeno 145 000 těchto zbraní. K obsluze kulometu byla cvičena dvojčlenná obsluha, střelec a nabíječ. Oba však museli ovládat obě úlohy, pro případ zranění druhého.
První britské tanky také používaly Lewisův kulomet. Byl montován i do letadel jako zbraň pozorovatele/střelce, nebo jako doplňková zbraň k hlavnímu kulometu Vickers.
V roce 1917 Lewisovu zbraň převzala i americká armáda. Tyto kulomety používaly ráži .30-06 Springfield. Výroba probíhala v USA u firmy Savage. V září roku 1918 byly nahrazeny typem Browning.
Tyto zbraně se v průběhu první světové války vyráběly rovněž ve Francii u firmy Darne v počtu celkem 3266 kusů.

### Meziválečné období

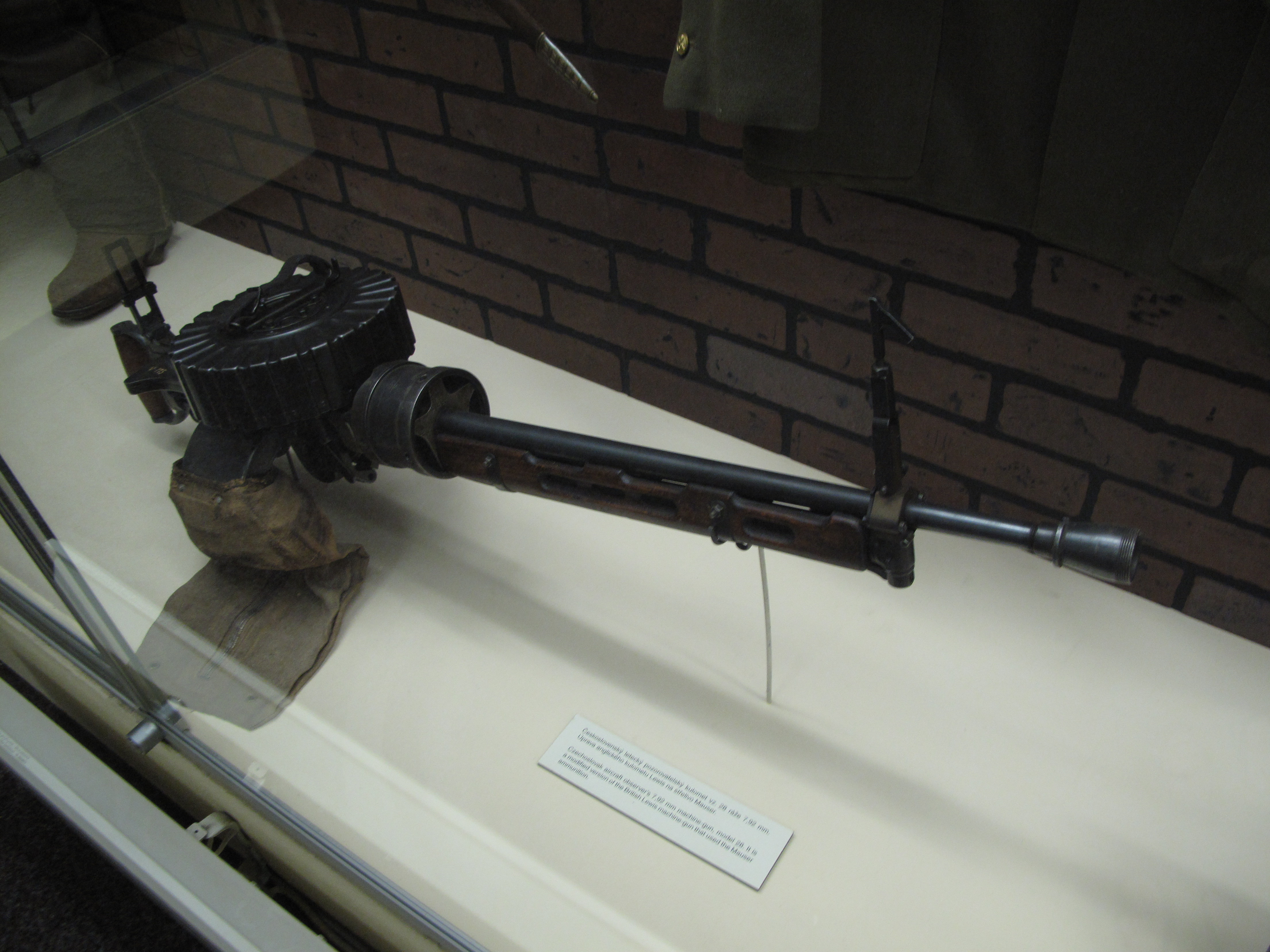
Kulomet Československého letectva vz. 28/L v ráži 7,92 vz. 24

Od roku 1921 byly kulomety Lewis exportovány do Japonského císařství, kde je císařské námořnictvo zařadilo do výzbroje jako 7,7mm kulomety typu RU. V roce 1932 zařadilo císařské námořnictvo do výzbroje upravenou variantu (mimo jiné došlo ke zkrácení hlavně z 87 na 80 ráží) jako 7,7mm kulomet typ 92. Kulomet používala i japonská císařská armáda.
Ve dvacátých letech 20. století vznikla verze M20, určená pro nizozemskou armádu, vyráběná zbrojovkou v Hembrugu.

### Druhá světová válka
Lewisův kulomet byl období druhé světové války u pěchoty nahrazen modernějším lehkým kulometem Bren, ale byl často montován jako zbraň bočních střelců v bombardérech a na bojových vozidlech. Protože Británie čelila nedostatku materiálních zdrojů, rozhodla se využít i zásoby zbraní všude, kde to jen mělo smysl. Po pádu Francie byly kulomety předány jednotkám britské domobrany.
Po válce byly Lewisy oficiálně vyřazeny a přenechaly tak místo kulometům Bren a Vickers.